# Majid Bekkas
Majid Bekkas est un musicien marocain multi-instrumentiste, compositeur, et ex professeur de guitare classique. Il est également codirecteur artistique du festival jazz au Chellah à Rabat depuis 1996. Amateur des fusions entre la musique traditionnelle gnaoui et le blues afro-américain, il participe depuis quelques années à différents projets et festivals de jazz internationaux.

## Biographie
Abdelmajid Bekkas est né en 1957 au quartier de Tabriquet (Salé), au Maroc, et y passe son enfance. Il s'y familiarise avec les musiques du désert, et les rythmes des danses aqallal et roukba, un métissage des cultures arabo-berbères et d'Afrique subsaharienne.
En 1972, il joue du banjo dans des groupes Jil comme Nass El Ghiwane, sur des répertoires qui renouvellent le chaâbi marocain.
À partir de 1974, il se forme à la culture des confréries gnaouas, aux rythmes particuliers et à la spiritualité de leurs musiques pentatoniques et leurs instruments traditionnels, auprès du mâalem (maître musicien) Ba Houmane. Il apprend aussi le blues et la musique soul, et débute à la guitare en 1979.
En 1981, il obtient une licence en Sciences de l'information à l'École des Sciences de l'Information (ESI) de Rabat, puis passe son service civil à l'Institut agronomique et vétérinaire Hassan II de 1981 à 1983, avant d'occuper plusieurs postes au ministère de la Culture.
Il forme son premier groupe, Youbadi, dans les années 1980, en tant que guitariste, claviériste et chanteur. En 1990, il crée le trio Gnaoua Blues Band, où il chante et joue essentiellement du oud et du guembri. Avec ce groupe, il démontre une filiation entre ces deux cultures musicales issues de l'esclavage. Son discours musical, sa voix ensorcelante lors des chants arabes et africains, arrivent à conduire le public vers une certaine intimité dans l'esprit du lila gnaoua, un rituel musical de mise en transe.
En 1996, il rencontre le clarinettiste Louis Sclavis lors de la première édition de Jazz aux Oudayas à Rabat, et commence à multiplier les rencontres avec les musiciens de jazz sur les scènes de jazz internationales : Juan Carmona, Pedro Soler, Flavio Boltro, Joachim Kühn, Ramón López, Stéphane Belmondo, Jacky Terrasson, Klaus Doldinger, Lionel Haas, etc.
En 2002, il sort son premier album sous son nom, "African Gnaoua Blues".
En 2014, il sort "Al Qantara", un album en trio avec Khalid Kouhen et le souffleur belge Manuel Hermia.
Le 9 mai 2020, dans le contexte de la crise de coronavirus et pour célébrer la Journée de la paix et de l’unité en Europe, lors d’un #StayHomeConcert, il est l'un des artistes à jouer et participer à la célébration de l’Hymne à la joie de l’Europe. Il reprend notamment la Neuvième Symphonie de Beethoven avec des rythmes gnaouis,.
Son album Magic Spirit Quartet, avec de jeunes musiciens scandinaves et produit par le label du jazz ACT Music en 2020, a connu un succès considérable, avec des appréciations dans la presse internationale, comme dans le BBC Musical Magazine  et le Downbeat magazine américain, où le disque a été sélectionné comme Editor's choice de février 2020.

## Récompenses
- Nomination au Djangodor en 2004 pour l'album Mogador.
- German Jazz Award en 2009 pour l'album Passport to Morocco avec Klaus Doldinger.
- Trophée Al-Farabi en 2010, en hommage à sa contribution à la musique marocaine.
- Le prix 'Coup de Cœur' de l'Académie Charles Cros en France en 2015 pour l'album "Al Qantara"

## Discographie
- 1991 : Soudaniyé
- 2001 : African Gnaoua Blues, avec Rachid Zeroual, Khalid Kouhen, Paolo Radoni et Marc Lelangue (IGLOO Records)
- 2002 : Duets 2 Roland Kirk, avec Ramón López (Léo Records)
- 2003 : La Cité invisible, rencontre à Casablanca, avec Beñat Achiary, Ramón Lopez, Inés Bacán, Pedro Soler (Nord Sud)
- 2004 : Mogador, avec Flavio Boltro (IGLOO Records)
- 2007 : Kalimba, avec Joachim Kühn et Ramón Lopez (ACT Records)
- 2009 : Out of The Desert, avec Joachim Kühn et Ramón Lopez (ACT Records)
- 2009 : Passport to Morocco, avec Klaus Doldinger (Wea)
- 2009 : The Art of Baroque, Jazz, Dance & World Music, Chris Hinze et Claron McFadden, avec Majid Bekkas & The Band (Keytone Records)
- 2010 : African Jazz'n Bar, avec Ya Tatchi (Hippo Records)
- 2010 : Makenba, avec Louis Sclavis, Minino Garay, Aly Keita (IGLOO Records)
- 2010 : Les Amants de Juliette & Majid Bekkas, avec Serge Adam (tp), Benoît Delbecq (p), Philippe Foch (d, perc) (Quoi de neuf docteur)
- 2010 : In All, Marula, avec Uwe Kropinski (git), Michael Heupel (fl), Aly Keita (balafon) (Morgenland Records)
- 2011 : Chalaba, avec Joachim Kühn et Ramón Lopez (ACT Records)
- 2011 : Mabrouk, avec Ablaye Cissoko et Khalid Kouhen (Bee Jazz)
- 2014 : Vodoo sense avec Joachim Kühn, Ramon Lopez et Archie Shepp (ACT Records)

- 2014 Al Qantara, avec Khalid Kouhen, Manuel Hermia (IGLOO Records)
- 2015: "Laafou", album made in Morocco et distribué uniquement au Maroc
- 2020: Magic Spirit Quartet, avec Goran Kajfes, Jesper Nordenström et Stefan Pasborg (ACT Records)